# 1291 dans les croisades
- Mamelouks :         Al-Ashrâf Salah ad-Dîn Khalil ben Qala'ûn

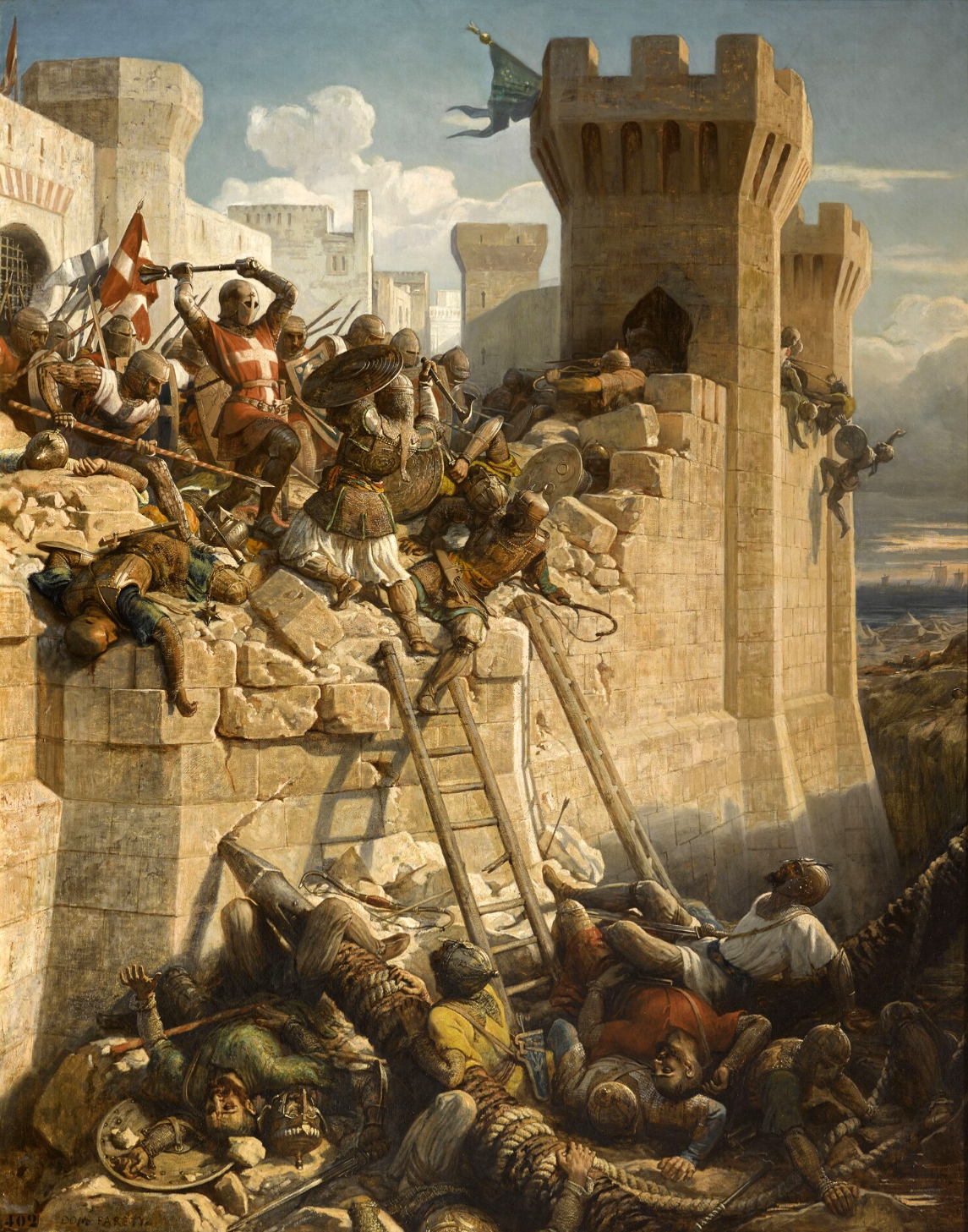
Siège de Saint-Jean-d'Acre

Cette page regroupe les évènements concernant les Croisades qui sont survenus en 1291 :
- 5 avril : le sultan mamelouk al-Achraf Khalîl met le siège devant Saint-Jean-d'Acre[1].
- 18 mai : prise de Saint-Jean-d'Acre par les Mamelouks et mort de Guillaume de Beaujeu, grand maître de l'ordre du Temple. Seule la citadelle des Templiers résiste encore[1].
- 28 mai : prise de la citadelle des Templiers à Saint-Jean-d'Acre par les Mamelouks[1].
- 14 juillet : prise de Sidon par le sultan mamelouk al-Achraf Khalîl[2].
- 21 juillet : prise de Beyrouth par le sultan mamelouk al-Achraf Khalîl[2].
- 3 août : Tortose est évacué par les Francs[2].
- 14 août : Château Pèlerin est évacué par les Francs[2].